# Burnden Park
Burnden Park je dnes již zaniklý fotbalový stadion, který se nacházel ve městě Bolton, ve Spojeném království. V letech 1895 – 1997 byl stadion domovem ligového klubu Bolton Wanderers FC. Největší sportovní akcí, co se na stadionu konala, byla repríza finále FA Cupu v roce 1901. Stadion je pak také znám kvůli burndenské katastrofě, při které v roce 1946 zemřelo 33 lidí a víc než 400 lidí při ní bylo zraněno.
Stadion byl postaven v průběhu srpna 1895. Zahajovací zápas sehrál Bolton v benefičním zápase s ligovým Prestonem. První zápas v First Division byl sehrán proti Evertonu před návštěvou 15 000 diváků. V roce 1992 se začalo poprvé uvažovat o postavení nového stadionu, který by poté popřípadě splňoval licenční podmínky na účinkování v Premier League. Poslední zápas byl na stadionu odehrán v dubnu 1997, kdy se proti Wanderers postavil Charlton Athletic.
Bolton se po uzavření Burnden Parku přesunul na nový stadion Reebok Stadium s kapacitou 25 000 diváku (později zvýšeno na 29 000). Stalo se tak v roce 1997, což mimo jiné znamenalo po 102 letech ukončení provozu starého stadionu.